# Myo Min Latt
Myo Min Latt (* 20. Februar 1995 in North Dagon) ist ein myanmarischer Fußballspieler.

## Karriere

### Verein
Myo Min Latt erlernte das Fußballspielen in der Mannschaft des Yangon Institute of Sports. Von 2011 bis 2014 bei stand er beim Zayar Shwe Myay FC unter Vertrag. Der Verein aus Monywa spielte in der höchsten Liga des Landes, der Myanmar National League. 2015 wechselte er zum Kanbawza FC, dem heutigen Shan United. 2017, 2019 und 2020 feierte er mit dem Verein die myanmarische Fußballmeisterschaft. 2018 wurde er mit Shan Vizemeister. Den General Aung San Shield gewann er 2017. Das Endspiel gegen Yangon United gewann man mit 2:1. 2019 und 2020 gewann er mit Shan den MFF Charity Cup. Im August 2022 zog es ihn nach Thailand. Hier unterschrieb er in Ratchaburi einen Vertrag beim Erstligisten Ratchaburi FC. Für den Erstligisten kam er jedoch nicht zum Einsatz. Im Juli 2023 kehrte er nach Myanmar zurück. Hier schloss er sich bis Januar 2024 seinem ehemaligen Verein Shan United an. Im Februar 2024 wechselte er zum Ligakonkurrenten Dagon Port FC.

### Nationalmannschaft
Myo Min Latt spielte 2014 dreimal für die myanmarische U19-Nationalmannschaft. 2015 stand er dreimal in der U20-Nationalmannschaft im Tor. Seit 2015 spielte er zweimal für die A-Nationalmannschaft von Myanmar.

## Erfolge
Shan United
- Myanmarischer Meister: 2017, 2019, 2020
- General Aung San Shield: 2017
- MFF Charity Cup: 2019, 2020